# Debbie Bont
Debbie Bont (Edam-Volendam, 1990. december 9. –) világbajnok holland válogatott kézilabdázó, jobbszélső.

## Pályafutása

### Klubcsapatokban
Debbie Bont szülővárosának csapatában, a HC Volendamban kezdte pályafutását. Innen szerződött a VOC Amszterdamba, ahol 2008-ban, 2009-ben és 2010-ben megnyerte a bajnokságot, 2009-ben és 2010-ben a kupát, 2008-ban és 2010-ben pedig a Holland Szuperkupát. 2012 januárjától a dán Midtjylland Håndboldban játszott, de fél szezont követően a német HC Leipzig csapatában folytatta pályafutását. 2014-ben kupagyőztes lett a csapattal. A 2014-2015-ös szezont megelőzően visszatért Hollandiába, és egy idényt az SV Dalfsen csapatában töltött. 2015 nyarán a København Håndbold igazolta le, a fővárosi csapattal 2018-ban dán bajnoki címet szerzett. 2020 márciusában hivatalossá vált, hogy Bont öt év után elhagyja a dán csapatot, és a francia Metz Handball játékosa lesz. A Metz csapatával 2022-ben és 2023-ban megnyerte a francia bajnokságot, 2022-ben és 2023-ban pedig a Francia Kupát.

### A válogatottban
A holland válogatottban 2009 szeptemberében mutatkozott be egy spanyolok elleni mérkőzésen. Részt vett a 2010-es Európa-bajnokságon, majd a 2011-es és 2013-as világbajnokságon is. A 2015-ös világ- és a 2016-os Európa-bajnokságon ezüstérmet, míg a 2017-es világbajnokságon bronzérmet nyert a csapattal. 2019-ben világbajnoki címet nyert a nemzeti csapattal, a Japánban rendezett torna döntőjében Spanyolországot győzték le 30–29-re.

## Sikerei, díjai

### Klubcsapatban

#### VOC Amsterdam
- Holland bajnokság
  -  Arany: 2008, 2009, 2010
- Holland Kupa
  -  Arany: 2009, 2010
- Holland Szuperkupa
  -  Arany: 2008, 2010

#### HC Leipzig
- Német Kupa
  -  Arany: 2014

#### København Håndbold
- Dán bajnokság
  -  Arany: 2018